# Platygaster perineti
Platygaster perineti är en stekelart som beskrevs av Jean Risbec 1953. Platygaster perineti ingår i släktet Platygaster och familjen gallmyggesteklar. Inga underarter finns listade i Catalogue of Life.